# Sœurs pauvres buenos-airiennes de saint Joseph
Les Sœurs pauvres buenos-airiennes de saint Joseph (en latin : Sororum Pauperum Bonaerensium a S Ioseph) sont une congrégation religieuse féminine hospitalière et enseignante de droit pontifical.

## Historique
La congrégation est fondée le 28 janvier 1880 à Mercedes par Camila Rolón, le nom buenos-airiens de l'institut désigne les habitants de la Province de Buenos Aires.
En 1880, Camila, âgée de 38 ans et accompagnée de deux autres jeunes femmes (qui vont se faire religieuses) recueillent des jeunes filles et des fillettes abandonnées pour leur faire la classe et les héberger dans un orphelinat. Ce groupe de religieuses ne dispose que de peu d'argent et compte sur la providence pour vivre. En un mois, le nombre d'enfants recueillis monte à trente. Étant sans ressources, elles vivent d'aumônes collectées en porte-à-porte. Le 19 mars 1881, Camila et ses compagnes prennent l'habit religieux.
Le nombre de religieuses augmente rapidement, permettant de réaliser de nouvelles fondations. La première fondation concerne une maison de soins médicaux à Rojas. Elles sont contactées par M. Gallardo, qui souhaite faire une importante donation pour une œuvre caritative. Son don permet rapidement de réaliser une école-orphelinat pour une centaine d'enfants. De nouvelles demandes parviennent d'Argentine comme d'Uruguay pour faire établir des fondations. Mère Camila tente de répondre positivement à toutes les sollicitations.
Mère Camila souhaite établir un établissement à Rome. Elle parvient en 1905 à ouvrir une première maison dans cette ville. De son vivant, la religieuse réalise pas moins de 35 fondations.
L'institut reçoit du pape le décret de louange le 16 juin 1891 et ses constitutions obtiennent l'approbation finale le 15 décembre 1908. L'institut est agrégé à l'Ordre des Carmes déchaux le 5 mai 1918.
En 1993, le pape Jean-Paul II déclare vénérable la fondatrice de la congrégation : Camila Rolón, en religion, mère Camille de Saint Joseph.

## Activités et diffusion
Les religieuses gèrent des orphelinats pour enfants pauvres et des hôpitaux pour apporter des soins aux défavorisés. Les religieuses gèrent aussi des écoles et des collèges,.
Elles sont présentes en, :
- Europe : Italie, Roumanie.
- Amérique : Argentine, États-Unis, Uruguay.
- Afrique : Madagascar.

La maison généralice est située à Muñiz (es) près de Buenos Aires,.
En 2017, la congrégation comptait 139 sœurs dans 29 maisons.